# Iqaluligjuaq
Iqaluligjuaq, tidigare benämnd Bushnan Island, är en ö i Kanada.   Den ligger i territoriet Nunavut, i den östra delen av landet, 2 400 km norr om huvudstaden Ottawa. Arean är 15,3 kvadratkilometer.
Terrängen på Iqaluligjuaq är platt. Öns högsta punkt är 119 meter över havet. Den sträcker sig 5,4 kilometer i nord-sydlig riktning, och 5,5 kilometer i öst-västlig riktning.